# Socket H
Il Socket H (chiamato anche LGA 715) è il socket che Intel avrebbe dovuto introdurre per alcune CPU basate sulla futura architettura Nehalem a partire dalla fine del 2008 come evoluzione del precedente Socket 775 che era stato introdotto con i Pentium 4 Prescott e mantenuto poi anche per tutte le successive CPU destinate al settore desktop, quali i Pentium D, Pentium Extreme Edition, Core 2 Duo (Conroe e Wolfdale), Core 2 Quad e Core 2 Extreme, e per le ultime incarnazioni del processore Celeron (in particolare Celeron D).
È da ricordare che il termine LGA sta per Land Grid Array e sta a indicare che i pin di contatto non sono più sul processore, ma direttamente sul socket, una caratteristica che Intel ha introdotto proprio con il Socket 775.

## Nuovi socket per Nehalem, ma non Socket H?
Inizialmente era previsto che i socket per i processori dell'architettura Nehalem dovessero essere il Socket B e il Socket H, ma dalle ultime notizie di fine 2007, del Socket H, non si è più saputo nulla, e anzi al suo posto è stato citato il nuovo LGA 1160, non previsto inizialmente.
Le prime notizie riguardo ai 2 socket originariamente annunciati, evidenziavano le differenze tra i due nella capacità da parte del Socket B (dotato di un maggiore numero di pin di contatto) di supportare i processori con controller di memoria integrato (presente nei processori AMD dal 2003 con i suoi Athlon 64) e il nuovo tipo di bus seriale, conosciuto con il nome di Intel QuickPath Interconnect (precedentemente conosciuto con il nome di Common Systems Interconnect), e che sarà in sostanza l'alternativa Intel all'HyperTransport di AMD. La soluzione Socket H, invece, era stata pensata per essere abbinata ad un tradizionale chipset con controller della memoria non integrato nel core del processore.
Tali caratteristiche, assenti nella versione economica Socket H, avevano fatto pensare il Socket B sarebbe stato abbinato esclusivamente a sistemi di fascia alta. Le ultime notizie di fine 2007 hanno poi confermato questa intuizione, dato che il Socket B sarà dedicato ad ospitare i futuri chip quad core Bloomfield e Gainestown che sono pensati rispettivamente per la fascia alta del mercato desktop e per i sistemi server biprocessore.
In ogni caso Intel ha dichiarato che il Socket B non sarà l'unico a supportare il controller di memoria delle future CPU, ma tale funzionalità sarà estesa anche ad altri socket, originariamente non previsti, ma annunciati da Intel sempre a fine 2007; si tratta appunto del Socket 1160 e del Socket LS. Diversamente da quanto previsto inizialmente, sembra che tutte le future CPU Nehalem vedranno l'implementazione del controller di memoria e quindi è molto probabile che il Socket H, originariamente previsto, abbia perso la propria ragione di vita, e i mancati riferimenti da parte di Intel negli ultimi annunci riguardo a questo socket non fanno che contribuire alla conferma dell'annullamento del progetto Socket H.